# Douglas DC-2
Dimensions

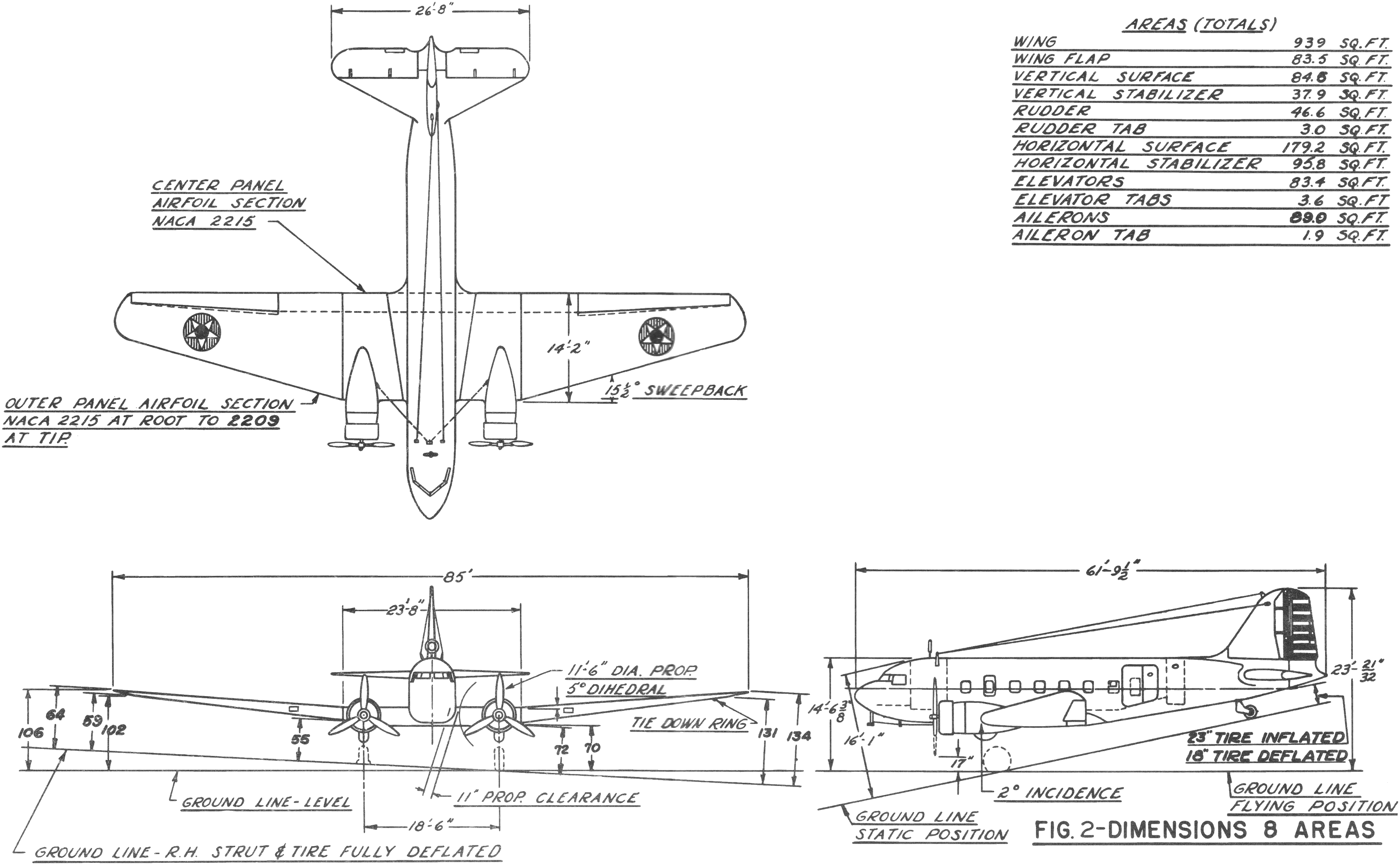
Douglas DC-2 (Douglas C-39)

Les Douglas DC-1 et Douglas DC-2 furent des avions civils bimoteurs construits par la société Douglas Aircraft Company.
L'apparition du DC-1 (Douglas Commercial Model 1) marqua le début de 64 ans de construction d'avions civils par Douglas.

## Origine
En 1930, le transport aérien américain était organisé en réseaux croisés de lignes principales, ou Trunk Lines, desservant des aéroports d’où rayonnaient de nombreux opérateurs locaux, les Feeders. À de rares exceptions près, les Trunk-Lines étaient exploitées au moyen de trimoteurs comme les Fokker F.10 et Ford 4-AT ou 5-AT, tandis que les monomoteurs Ryan, Stinson ou Travel Air assuraient les dessertes locales. Tous ces appareils se caractérisaient par une formule identique, celle du monoplan à aile haute et train fixe.
Avec son Model 200 Monomail, un monoplan cantilever entièrement métallique à aile basse et train escamotable, le constructeur Boeing tenta de modifier le paysage. Cet appareil n’eut pas le succès escompté mais donna naissance au bombardier bimoteur Model 215/B-9 qui servit lui-même de base au développement d’un bimoteur de transport pour 10 passagers, le Model 247. Le Boeing 247, qui effectua son premier vol le 8 février 1933, fut le premier d’une nouvelle génération d’avion de transports commerciaux.
Pour mieux résister à la crise économique de 1929, Boeing avait participé à la création d’un trust économique, United Aircraft and Transport Corporation, qui incluait le motoriste Pratt & Whitney et le fabricant d’hélices Hamilton Standard. Ces deux industriels participèrent donc tout naturellement à l’équipement du Model 247, et United Air Lines, compagnie aérienne constituée autour de Boeing Air Transport System, fut tout naturellement le premier client du nouveau bimoteur. Cette association entre Boeing et United allait avoir des conséquences planétaires car, pour s’assurer un avantage décisif sur la concurrence, United Air Lines commanda 60 Boeing 247 avant même le premier vol du bimoteur. Ce faisant les autres compagnies aériennes devraient attendre pratiquement deux ans avant de pouvoir recevoir à leur tour un bimoteur Boeing.
Une situation d’autant plus insupportable pour Transcontinental and Western Air qu’un de ses Fokker F.10 Trimotor venait de s’écraser à la suite de la rupture en vol de son longeron principal de voilure. Or, la voilure des avions Fokker était réalisée en bois et les autorités américaines se préparaient à imposer des ailes métalliques sur les avions de ligne. Le 2 août 1932, Jack Frye, vice-président chargé des opérations chez Transcontinental and Western Air, lança une consultation auprès de cinq constructeurs américains. Se fondant sur les détails connus du futur bimoteur Boeing et en extrapolant à partir des performances du B-9, il souhaitait lancer un nouveau programme de trimoteur. Le nouvel avion devait pouvoir transporter 12 passagers sans escale sur 2 000 km à la vitesse moyenne de 240 km/h avec des moteurs de 500 à 550 ch. Dans le détail, le cahier des charges comportait des contraintes difficiles : pour pouvoir être utilisé sur l’ensemble du réseau TWA, le futur appareil devait disposer d’un plafond opérationnel de 21 000 pieds (6 400 m), pouvoir tenir en palier sur un moteur seulement à 10 000 pieds (3 050 m) et décoller avec un moteur en panne de l'aéroport d’Albuquerque, situé à 1 510 m d’altitude en zone subtropicale aride.

## Bimoteur pour répondre à un programme de trimoteur
Installée depuis 1929 à Clover Field, près de Santa Monica, dans le sud de la Californie, The Douglas Aircraft Company était essentiellement un fournisseur de l’Armée américaine, mais Douglas disposait d’un atout non négligeable en la personne de John K. Northrop. Ce brillant ingénieur avait travaillé avec Donald Wills Douglas de 1923 à 1926 avant de rejoindre Lockheed pour dessiner le fameux Lockheed Vega. En 1928, il avait créé sa propre entreprise et en 1930 produit le Northrop Alpha, un élégant monoplan métallique à aile basse cantilever et train fixe d'une formule similaire au Boeing Monomail. Mais Northrop Aircraft Corporation avait été acheté par United Aircraft, puis contrainte à fusionner en septembre 1931 avec Stearman (en). John K.Northrop avait donc démissionné à nouveau pour créer la Northrop Corporation avec le soutien financier de Douglas qui disposait de 51 % du capital de Northrop Corporation. Bénéficiant des conseils techniques de ce spécialiste de la construction métallique, le bureau d'études de Clover Field se mit immédiatement au travail autour de J.H.Kindelberger et de son adjoint Arthur E. Raymond. Fred W. Herman fut nommé chef de projet, assisté de Lee Atwood, Ed Burton et Fred Stineman.
Dix jours après avoir reçu la demande de TWA, Arthur E.Raymond et Harry E.Wetzel, vice-président et directeur général de Douglas, se rendirent à New York pour présenter à la compagnie aérienne leur projet Douglas Commercial One. Un projet qui, en cherchant à utiliser ce qu’il y avait de mieux dans le projet Boeing mais en évitant de copier certains aspects jugés indésirables, s'éloignait sensiblement du cahier des charges : le DC-1 se présentait comme un monoplan métallique à aile basse cantilever, bimoteur à train classique escamotable. Le constructeur proposait donc d’utiliser 2 moteurs de 700 ch au lieu de trois de moindre puissance comme le souhaitait Jack Frye. Par rapport à son concurrent, le projet Douglas prévoyait un fuselage plus profond, avec un plancher situé au-dessus de la section centrale de voilure, évitant à un passager de grande taille de se déplacer courbé ou d’avoir à enjamber le passage du longeron, ce qui était le cas sur le Boeing 247. Du point de vue aérodynamique, le projet incorporait l’utilisation de volets de courbure, un dispositif non encore utilisé par Boeing mais auquel on empruntait le trim-tab pour la commande de profondeur comme pour celle de direction.
La voilure du futur bimoteur avait une facture purement Northrop et une forme en plan caractéristique. Sa construction reposait sur trois longerons et des nervures en alliage aluminium 29ST, avec section centrale sans dièdre supportant les moteurs. Le bord d’attaque de la partie centrale affectait une flèche de 15°, alors que le bord de fuite était perpendiculaire à la référence du fuselage. Cette section centrale recevait deux réservoirs principaux (180 gallons US chacun). Deux réservoirs auxiliaires ((75 gallons chacun) et un réservoir d’huile ((20 gallons) étaient logés dans chaque nacelle. Les bâtis-moteurs en tubes d’acier étaient interchangeables et les panneaux trapézoïdaux externes de l’aile étaient boulonnés sur cette section centrale, affectant un dièdre de 3°. Seules les commandes de vol avaient un revêtement entoilé. Le train principal se relevait vers l’avant dans les fuseaux-moteurs, deux trappes refermant partiellement le puits de train mais laissant dépasser en partie la roue, tandis que la roulette arrière était carénée.

## Hésitations de TWA
TWA exploitait déjà des Northrop Alpha, dont elle appréciait les qualités et était satisfaite de l’aménagement commercial proposé. Elle fut donc immédiatement intéressée par la proposition de la Douglas Aircraft Company, mais fut plus difficile à convaincre sur la motorisation. Aucun bimoteur alors en service n’était capable de décoller sur un seul moteur. Chez Douglas on avait calculé les performances autour d’un moteur de 700 ch sans s’attacher à un modèle en particulier. Deux propulseurs étaient en fait disponibles, des 9 cylindres en étoile refroidis par air, affichant des performances, des dimensions et des poids similaires. S'ils étaient en fait pratiquement interchangeables, le Pratt & Whitney R-1690 Hornet offrait une cylindrée inférieure à celle du Wright Cyclone. Dernier-né d’une nouvelle famille de moteurs apparue en 1928, ce groupe de 416 kg était réputé comme étant le moteur américain refroidi par air ayant la masse spécifique la plus faible jamais construit. Les deux motoristes furent donc associés aux négociations entre Douglas et TWA et si le Wright SGR-1820F Cyclone, développant 690 ch au décollage à 1 900 tr/min fut finalement retenu, c’est probablement en raison de l’appartenance de Pratt & Whitney au groupe United Aircraft.
Le 20 septembre 1932 TWA passa commande d’un prototype DC-1 au prix de 125 000 dollars, avec option sur une série de 60 appareils de série à 58 000 dollars l’unité, sans les moteurs. Un tel contrat devait assurer Douglas d’un bénéfice raisonnable. TWA ne confirma jamais la totalité de ses options mais 193 DC-2 furent finalement vendus par le constructeur, qui s’assura un bénéfice confortable avant même le développement du DC-3, qui ne constituait qu’une évolution du même appareil. Pour être complet, il faut ajouter que TWA, prudente et n’oubliant pas que son projet initial était l’achat d’un trimoteur, passa simultanément commande d’un prototype à General Aviation, ancienne filiale Fokker aux États-Unis passée sous le contrôle de General Motors. Un prototype fut bien mis en chantier, mais n’était pas achevé alors que les essais en vol du DC-1 étaient déjà bien avancés. Il fut finalement démoli sans avoir été achevé.

## DC-1

### Essais en vol
Le prototype DC-1 (X223Y) fut équipé d’hélices tripales à pas fixe et de surfaces additionnelles entre les nacelles-moteur et le fuselage en avant de la voilure, l’objectif étant de créer un effet de fente pour améliorer l’écoulement de l’air au niveau du raccordement aile-fuselage. Alors que le Boeing 247, lancé en 1932, avait effectué son premier vol le 8 février 1933, le DC-1 prit l’air le 1er juillet 1933, piloté par Carl Cover, pilote d’essais et vice-président (ventes) de la firme. Ce premier vol aurait pu se terminer de façon tragique sans le sang-froid du pilote et la topographie accidentée de la région de Santa Monica. En effet les deux moteurs tombèrent en panne alors que le prototype commençait à prendre de l’altitude. Le sol accusait heureusement une forte pente au bout de la piste et lorsque le prototype pointa le nez vers le sol les moteurs reprirent vie. Le même incident se reproduisit au cours des vols suivants, un des essais se terminant par un atterrissage de fortune sur la pelouse d’un golf voisin. Il fallut un certain temps pour découvrir qu’un nouveau type de carburateur avait été installé de façon incorrecte sur les Cyclone, par le motoriste ! Retournés à 180°, ils donnèrent toute satisfaction.
Le DC-1 pesait plus lourd que prévu et ses performances en souffraient. On supprima donc les plans reliant le fuselage aux capots-moteurs, qui n’apportaient rien, et l'adoption d'hélices à pas variable permit d'approcher les performances requises. Après avoir satisfait aux essais sur un seul moteur, comprenant un décollage de Winslow, en Arizona à 1 485 m d’altitude suivi du survol d’un col à 2 440 m pour rejoindre Albuquerque, le prototype fut officiellement livré à TWA le 13 septembre 1933. Il ne fut en fait mis à la disposition de la compagnie aérienne qu'à la fin de l’année, les essais n’étant pas terminés et l’aménagement intérieur non installé.
Pratt & Whitney n’ayant pas renoncé à voir ses moteurs installés sur la cellule, les Wright Cyclone furent déposés en octobre et remplacés par des Pratt & Whitney R-1690SD-G Hornet de 700 ch pour une courte série d’essais qui ne donna pas satisfaction. Le prototype retrouva donc rapidement ses Wright Cyclone, même si la désignation DC-1A fut attribuée à la cellule avec des Pratt & Whitney.
C'est probablement pour gagner du poids que Douglas avait volontairement omis d'installer sur le prototype un dispositif de verrouillage mécanique du train d’atterrissage en position sortie. Après un atterrissage train rentré au cours d’un des premiers essais du constructeur, en raison d’un manque de communications entre l’équipage, le X223Y fut victime de deux affaissements de train au cours de présentations publiques, les 18 décembre 1933 et 11 février 1934.
TWA ayant confirmé une commande de 20 exemplaires incorporant assez de modifications de détail pour justifier un changement de désignation, il devint rapidement évident que le DC-1 ne dépasserait pas le stade prototype. Il n'obtint donc jamais une certification complète, mais il devait participer au programme de développement de l’appareil et donc pouvoir transporter des passagers. Le CAB lui attribua donc le 8 novembre 1933 une licence dite de « Catégorie 2 » sous le numéro 2-460, certification couvrant les deux motorisations. Au cours d’essais commerciaux menés par TWA sous couvert de cette licence, l’appareil recevait l’immatriculation NC223Y.

### Machine de raid
Essais achevés le DC-1 devint une machine de raid, enlevant au Boeing 247 ce qui lui restait de prestige. Protestant contre l’annulation des contrats de transport postal, Jack Frye (TWA) et Eddie Rickenbacker (Eastern A/L) se partagèrent les commandes du prototype pour effectuer le dernier vol postal confié à un opérateur privé, le 19 février 1934. Ils effectuent la liaison Glendale-Newark avec deux escales seulement en 13 h 2 min, établissant un nouveau record transcontinental.
L’année suivante TWA mit le DC-1 à la disposition de la National Aeronautic Association pour une série de records internationaux. L’avion fut remotorisé avec des Wright Cyclone F-25 de 875 ch et 2 100 gallons US de carburant furent ajoutés dans des poutres de fuselage, entrainant la suppression de l’aménagement commercial et de la plupart des hublots, tandis que le poids total en charge passait à 12 910 kg. Ces modifications furent effectuées à Clover Field. Au cours de son convoyage vers la côte est pour les tentatives de record envisagées, l’avion porta le record transcontinental Los Angeles-New York à 11 h 5 min le 30 avril 1935. Parmi les huit records internationaux et onze records nationaux que devait s’attribuer l’appareil dans les semaines qui suivirent, on relève celui de vitesse (272 km/h) avec 1 000 kg de charge sur 5 000 km.

### Fin de carrière européenne
Finalement TWA vendit le DC-1 en janvier 1936 à Howard Hughes qui fit ajouter de nouveaux réservoirs supplémentaires en vue de vols de plus de 9 600 km pour une tentative autour du monde. Ayant rapidement perdu tout intérêt pour le DC-1, il vendit finalement l’avion au vicomte Forbes le 27 mai 1938. Ce noble anglais envisageait un vol transatlantique en compagnie de H.T. « Dick » Merrill et l’avion fut modifié pour recevoir la voilure d’un DC-2 d’Eastern (c/n 1292). Ce projet abandonné, l’avion fut transporté par voie maritime au Royaume-Uni, immatriculé G-AFIF et utilisé durant la Crise de Munich pour transporter des journalistes vers le continent. L’appareil ne devait en fait figurer que trois mois sur le registre civil britannique avant d’être revendu à la Société Française des Transports Aériens qui le remit immédiatement au gouvernement de la Seconde République espagnole. Devenu EC-AGJ, il servit sous les couleurs de LAPE. Certainement utilisé pour des missions de reconnaissance et de transport durant la Guerre Civile, il assura en mars 1939 le transport des délégués républicains négociant la fin de la guerre puis l’évacuation des leaders républicains vers la France. Devenu EC-AAE en 1940 et utilisé pour le transport de passagers par SATA, il fut rebaptisé « Manuel Negron ». En décembre 1940, alors qu’il effectuait la liaison régulière Séville-Malaga-Tétouan, le DC-1 fut victime d’une panne de moteur au décollage à Malaga. Le pilote ne put qu’effectuer un atterrissage d’urgence, sans dommages pour les occupants de l’avion, mais fatal pour la cellule : il fut finalement démoli sur place.

## DC-2

### Mise en ligne et production

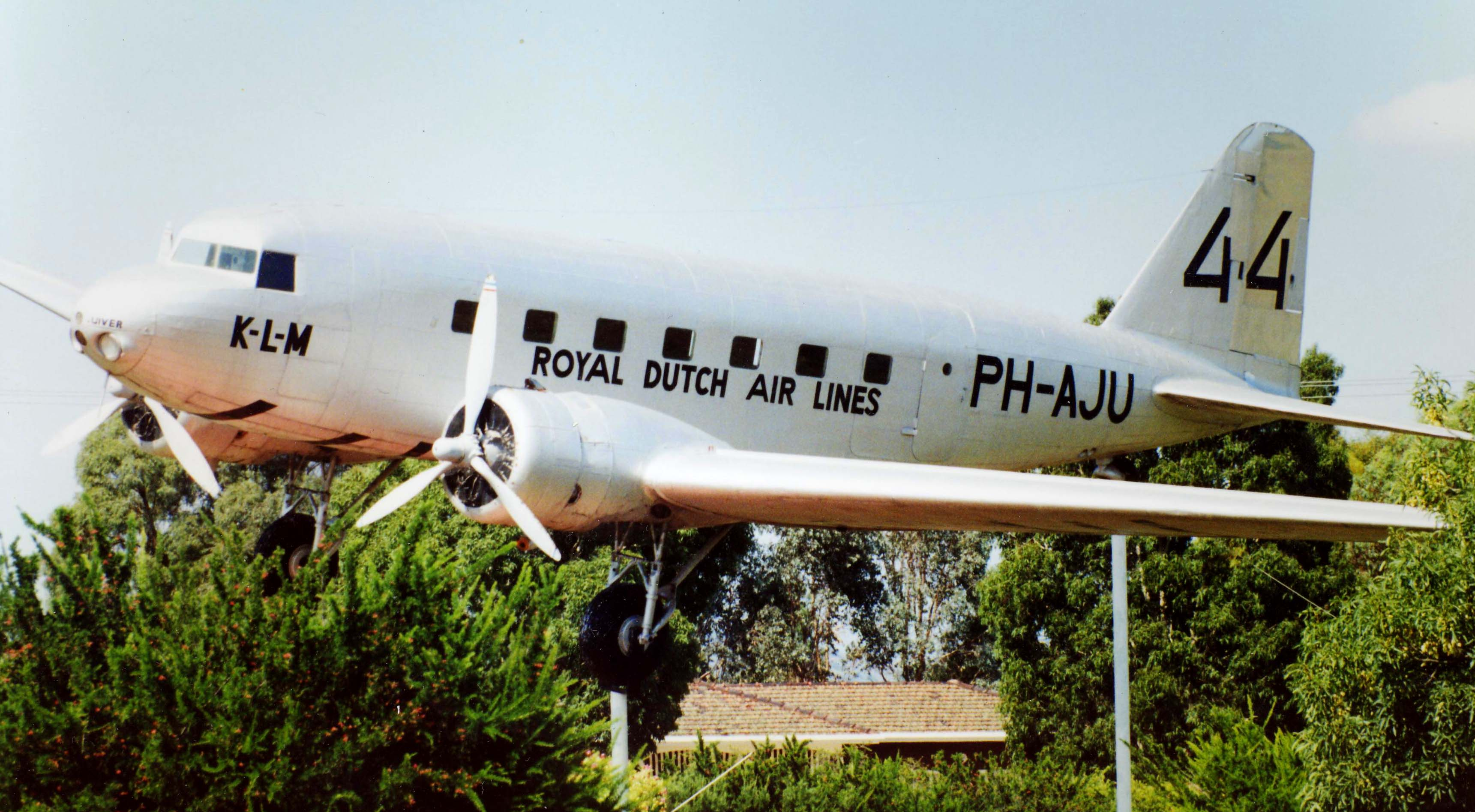
Modèle de la KLM.

Le 4 septembre 1933, TWA avait confirmé une première option de 20 DC-1. Deux mois plus tard, 20 bimoteurs supplémentaires furent commandés, contrat qui pour la première fois mentionnait la nouvelle désignation de l’appareil, DC-2. Similaire extérieurement au prototype, y compris la porte d’accès des passagers située à gauche du fuselage, il accusait pourtant une longueur de fuselage supérieure de 61 cm, ce qui permettait d’installer 14 passagers à bord.
Le démarrage de la production ne se fit pas sans mal. Fin 1933, l’usine de Santa Monica comptait 2 000 employés et la production du DC-2 était estimée nécessiter 38 000 heures pour dégager une faible marge mais il fallut 58 000 heures pour réaliser les premières cellules de série, produites pratiquement de façon artisanale en raison de retards dans la livraison de presses hydrauliques commandées dans l’Ohio. L’arrivée de ces presses permit de descendre à 32 000 heures en février 1934, la construction des DC-2 prenant alors son essor. Il était temps car les commandes commençaient à s’accumuler : 75 DC-2 étaient en commande fin juin 1934. 193 avions furent livrés par Douglas entre mai 1934 et juillet 1936.
Destiné à TWA, le premier DC-2 de série (DC-2-112 c/n 1237, NC13711) sortit d’usine début mai 1934. Il prit l’air le 11 mai et fut remis à TWA trois jours plus tard. Après des essais de mise en ligne, le 18 mai entre, Pittsburgh et Newark, la certification ATC-540 fut obtenue le 28 juin 1934 avec des Wright Cyclone SGR-1820-F3 de 720 ch. Cet ATC fut progressivement étendu à des moteurs plus puissants de la même famille (jusqu’à 875 ch) ou à des modifications d’équipements identifiables au « dash-number » accolé à la désignation DC-2.
Le DC-2 fut mis en service par TWA, le 1er août 1934, sur la ligne transcontinentale reliant New York à Los Angeles. Une liaison assurée en 18 h dans le sens est-ouest et 16 h 20 min dans le sens opposé, soit deux heures de moins qu'avec les Boeing 247 de United.
78 DC-2 furent livrés à des compagnies américaines (voir détail ci-dessous) et trois à des opérateurs pétroliers: Swiflite Aircraft Corporation reçut un DC-2-124 (NC1000) qui fut racheté en 1940 par PAA, le capitaine George Whittell prit en compte l’unique DC-2-190 (NC16048), réformé en 1940, et Standard Oil of California reçut le 15 novembre 1934 un unique DC-2A (DC-2A-127 NC14285) à moteur Pratt & Whitney Hornet qui devait s'écraser à Salt Lake City le 6 octobre 1935.

### Association d'Anthony Fokker avec Douglas
Le 28 août 1934, la certification ATC-555 fut accordée à un DC-2-115 à moteur Wright Cyclone F-2 de 720 ch. Le « tiret 115 » était une version d’exportation du bimoteur, destinée tout spécialement au constructeur néerlandais Fokker. Anthony Fokker, qui avait vendu ses usines américaines à General Motors, rencontra en effet Donald Douglas dès 1933, alors que le DC-1 effectuait ses essais et, le 27 octobre 1933 avait envoyé un câble à Santa Monica pour signifier son intention d’acheter les droits de licence pour l’Europe. Le contrat fut signé le 15 janvier 1934 et le 25 janvier 1935 Fokker passa à son tour un accord avec le constructeur anglais Airspeed Ltd. en vue de lancer une chaine de production à Portsmouth. La désignation Airspeed AS.23 et l’immatriculation G-ADHO furent retenues pour le prototype, mais aucun DC-2 ne fut finalement construit en Europe, Fokker préférant importer des appareils pour les revendre. Cette association avec Douglas fut remarquablement efficace. Outre la vente de 39 Fokker-Douglas DC-2, le constructeur néerlandais devait placer un grand nombre de DC-3, DC-4, DC-6…
Le premier DC-2-115A (NC14284) fut livré à Fokker aux États-Unis le 25 août 1934 et arriva à bord du cargo SS Statedam dans le port d’Amsterdam le 11 septembre, à temps pour participer à la fameuse course Londres-Melbourne, le McRobertson Trophy. Rebaptisé Fokker-Douglas DC-2-115A et immatriculé PH-AJU aux couleurs de KLM, il fut baptisé Uiver. Le 20 octobre 1934, il était sur la ligne de départ avec le numéro de course « 44 », piloté par K.D.Parmentier et J.J.Moll, tous deux salariés de la compagnie aérienne. Il se classa second en vitesse pure et remporta l’épreuve avec handicap dans la catégorie des avions de transport, couvrant la distance en 90 h 13 min 36 s. Une performance bien supérieure à celle de ses principaux rivaux, y compris deux appareils américains, un Boeing 247D piloté par les très expérimentés Roscoe Turner et Clyde Pangborn et un Lockheed Electra. Cet avion fut malheureusement victime d’un accident peu après son exploit, s’écrasant le 20 décembre 1934 à Ar-Rutbah, en Iraq.

### Licence vendue au Japon, négociations avortées avec l'URSS

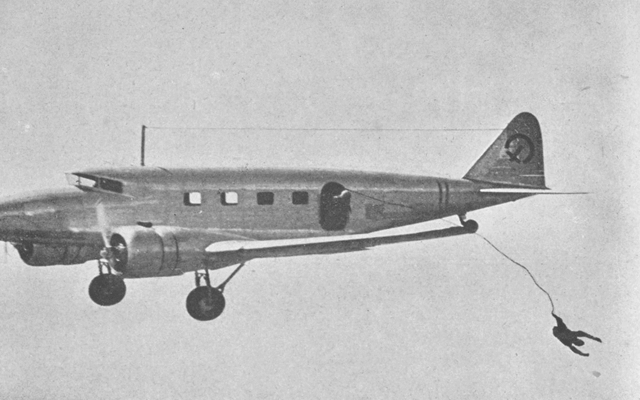
Largage de parachutistes depuis un Ki-34.

À peine cinq mois après l’acquisition d’une licence par Fokker, Nakajima acheta à son tour pour 80 000 dollars les droits pour le Japon et la Mandchourie le 27 mars 1934. Les Japonais s’intéressaient plus à l’aspect technique de la licence qu’à l’avion lui-même, mais le 27 octobre 1934, un DC-2-123 (NC14284) fut livré au Canada à Great Northern Airways. Derrière cette désignation se cachait une officine japonaise et l’avion fut immédiatement mis en caisse. Il arriva à Yokohama le 22 novembre 1934 et fut exposé à Haneda début décembre avec l’immatriculation J-BBOI. Pour faciliter le démarrage de la production Nakajima avait acheté également cinq cellules en pièces détachées qui furent assemblées à Koizuma avec des Wright Cyclone importés. Ces appareils furent livrés à Japan Air Transport Company (Nihon Koku KK) avec le J-BBOI et mis en service au début de 1936. La production chez Nakajima démarra en février 1934 sous la désignation AT-2 (Aerial Transport-2) et le premier exemplaire, qui n’avait pas encore achevé ses essais en vol, fut livré le 12 septembre 1936 à Manchouria Air Lines. Une douzaine de bimoteurs seulement sortirent des usines Nakajima. En décembre 1941, l’armée impériale japonaise ordonna leur transfert en Indochine.
L'armée de terre demanda une version militaire. La Compagnie aéronautique Tachikawa en construisit 299. 351 Nakajima Ki-34, toutes versions confondues, sont construits jusqu'en 1942. Les Alliés leur attribuèrent le nom de code « TESS ».
Le 3 août 1935, un DC-2-152 (NC14949) fut acheté par Amtorg pour le compte d’Aeroflot. Les négociations pour l’achat des droits par l’URSS avortèrent et cet avion, devenu URSS-M25, s’écrasa en Roumanie le 6 août 1937.

### Carrière honorable
Utilisé de façon très intensive sur le réseau transcontinental nord-américain, le DC-2 avait quelques faiblesses, corrigées sur le Douglas DC-3 qui suivit rapidement. Ce bimoteur était déjà dépassé en 1940 et on pourrait penser que les années de guerre entrainèrent sa disparition. Il n’en fut rien. Cet appareil restait apprécié, particulièrement en Amérique Latine, comme le montre par exemple l’Aviacion Naval Argentina qui acheta en août 1946 six anciens C-39 à Avianca et les utilisa jusqu’en août 1959 avant de revendre les trois derniers à Transaer. Ces appareils semblent avoir été utilisés au moins jusqu’en 1962. On comptait toujours 20 DC-2 en service en 1950.

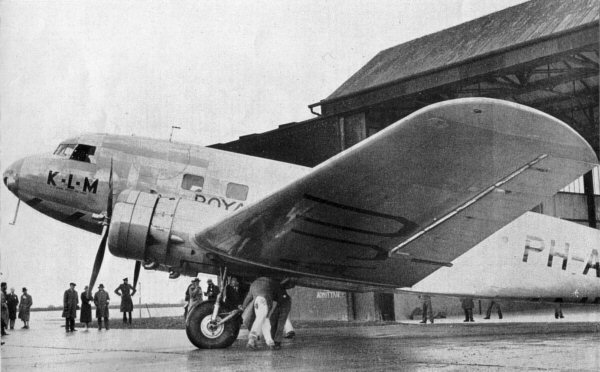
Le véritable Uiver durant la course Londres-Melbourne.
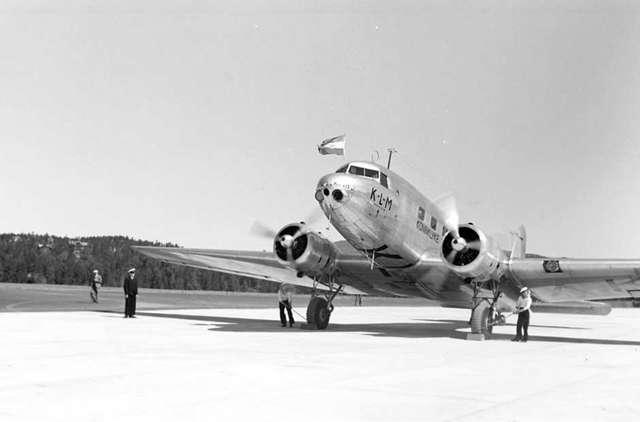
DC-2 de la KLM à l'inauguration de l'aéroport d'Oslo-Fornebu.

## Versions militaires
Dès 1934, l’US Navy réalisa que ses biplans Curtiss R4C-1 Condor ou trimoteurs JR et RR étaient dépassés. Entre novembre et décembre, elle prit livraison de trois DC-2-125 qui furent désignés R2D-1 (BuNo.9620 à 9622). Deux DC-2-142 suivirent en septembre 1935, également désignés R2D-1. Ces avions furent réformés en août 1943, mais un exemplaire (BuNo.9993) devait poursuivre une carrière civile après la guerre. Il est aujourd’hui conservé dans un musée.
Alors que le DC-3 effectua son premier vol le 17 décembre 1935 et entra en service en juin suivant, l’usine de Santa Monica a produit jusqu’en septembre 1939 des DC-2 pour l’US Army Air Corps, principalement comme avion cargo. Ces appareils firent l'objet de plusieurs marchés, entrainant des désignations différentes et leur standard tendit à se rapprocher progressivement du DC-3 :
- Douglas C-32 : Le premier DC-2 de l’Air Corps n’était rien de plus qu’un classique DC-2 civil à moteur SGR-1820-F2. Portant la désignation constructeur DC-2-153, il reçut un équipement radio militaire, un astrodôme, et les Wright Cyclone furent rebaptisés R-1820-25 pour la circonstance. Doté du numéro de série 36-1, il fut livré le 30 septembre 1935 comme XC-32, aménagé pour le transport de 16 passagers. Rapidement devenu simplement C-32, il fut affecté à l’État-major de l’USAAC. Sévèrement endommagé le 4 septembre 1942 à l’atterrissage à Spokane, il termina sa carrière comme cellule d’instruction dans une école de mécaniciens à Kansas City après 2 321 heures de vol.
  - Douglas C-32A : Après l’attaque japonaise de Pearl Harbour, l’armée américaine réquisitionna les DC-2 encore en service dans les compagnies aériennes, qui furent désignés C-32A. 24 numéros de série furent attribués pour des besoins administratifs à ces DC-2 (42-53527/53532, 42-57154/57156, 42-57227/57228, 42-58071/58073, 42-61095/61096, 42-65577/65579, 42-68857/68858, 42-70863 et 44-83226/83227). On trouve parmi ces appareils les DC-2K achetés dès 1940 par la RAF.
- Douglas C-33 : 18 DC-2 furent commandés comme cargos militaires pour le transport de charges lourdes et/ou volumineuses. Motorisé avec deux R-1820-25, ce modèle (DC-2-145) se caractérisait par un plancher renforcé et l’apparition d’une porte à deux battants à l'arrière gauche du fuselage. Au niveau de la porte cargo le plancher de cabine s’incurvait pour être horizontal lorsque l’avion était au sol et, en l’absence de chariots élévateurs et autres plateformes de manutention, le fret pouvait être chargé et déchargé à l’aide d’un treuil à chaine soutenu par un tripode s’appuyant sur le fuselage. Cette version se caractérise aussi par l'adoption d'une dérive similaire à celle du DC-3, alors en cours de développement, mais sans arête dorsale, ce qui lui valut parfois le surnom de « DC-3 1/2 ». Il s’agit pourtant typiquement d’un DC-2, la désignation constructeur ne laissant planer aucun doute. Portant les numéros de série 36-70 à 87, les C-33 furent livrés entre septembre 1936 et janvier 1937.
- Douglas C-34 : Le 36-1 étant considéré initialement par l’Army comme prototype, bien que l’avion soit déjà certifié pour utilisation civile et en service dans la Navy, deux appareils d’essais opérationnels suivirent, désignés YC-34, toujours avec des R-1820-25. Ces appareils (DC-2-173) furent livrés en avril 1936 avec les numéros de série 36-345/346 et affectés au transport de personnalités.
- Douglas C-38 : Le premier C-33 de série (numéro de série 36-70) fut conservé en usine par Douglas pour y subir des modifications importantes qui, selon certains auteurs, auraient dû conduire à une version C-33A. Quoi qu’il en soit il conserva sa désignation constructeur et fut finalement livré en janvier 1938 comme C-38 avec un empennage de DC-3 et des moteurs Wright R-1820-45 de 930 ch à 2 200 tr/min entrainant des hélices à vitesse constante. Cet appareil devait voler jusqu’en mars 1945.
- Douglas C-39 : Évolution du C-38 portant la désignation constructeur DC-2-243 et dont 37 exemplaires furent commandés sous la désignation C-39. Véritable hybride entre le DC-2 et le DC-3, cette ultime version du bimoteur conservait le fuselage étroit et les panneaux externes de voilure du DC-2 mais recevait l’empennage et la section centrale de voilure du DC-3, le tout associé à des moteurs Wright R-1820-55 développant 975 ch à 2 200 tr/min. On retrouvait la même porte cargo que sur C-33 et des points d’ancrage permettant l’installation de 14 sièges légers. Les livraisons débutèrent en janvier 1939, l’Air Corps ne recevant finalement que 35 C-39 (sérial 38-499 à 501 et 38-504 à 535).
- Douglas C-42 : Une des cellules construites sous couvert de la commande des C-39 fut à nouveau conservée en usine pour modification. Celles-ci ne portaient pas sur la structure de l’appareil mais sur son aménagement, l’intérieur du fuselage étant capitonné et pourvu de confortables fauteuils pour le transport d’état-major. Devenu DC-2-267 chez le constructeur avec des moteurs R-1820-53 de 1 000 ch, il fut livré en mars 1939 (numéro de série 38-503). Cédé en avril 1945 à Avensa, il fut revendu un an plus tard à la Marine Argentine et semble avoir volé jusqu’en 1960. Deux C-39 furent renvoyés par la suite à Santa Monica pour être réaménagés en C-42 (numéro de série 38-513 et 528). Ils furent tous deux vendus au Venezuela en 1945.

## Utilisateurs civils d'origine
- Reich allemand
  - Lufthansa : Lufthansa reçut le troisième DC-2 livré en Europe. Bien que satisfaite de son trimoteur Ju-52/3m, la compagnie allemande suivait de près ce qui se passait chez ses concurrents et le RLM ne fut pas étranger à cette commande. Après avoir longuement testé l’avion (D-ABEQ) en 1935 et 1936, DLH revendit son DC-2-115D en Pologne en février 1937. Au début de l’été 1940, la compagnie aérienne allemande se retrouva pourtant le principal utilisateur de DC-2 en Europe quand trois appareils d’origine tchèque (D-AAIB/C/D, ex OK-AIB/C/D) vinrent s’ajouter aux six bimoteurs de la KLM capturés à Amsterdam le 10 mai 1940 (D-ABKD, D-AJAW, D-AEAN, D-AIAS, D-ABOW et D-AIAV). Tous ces avions furent transférés à la Luftwaffe en 1944.
- Australie
  - Australian National Airways : Holymans Airways acheta en avril 1936 un DC-2-199 (VH-UXJ) qui fut livré fin novembre 1936 à Australian National Airways. ANA avait en effet été constitué en juillet 1936 par fusion de trois transporteurs australiens et prit donc également en charge deux DC-2-210 (VH-UYB/C) et un DC-2-185 (VH-USY).
- République de Chine
  - China National Airways Corporation : Constituée en 1933 avec 45 % de capitaux appartenant à Pan American, CNAC reçut son premier DC-2-118B à Shanghai en mars 1935. 5 appareils furent commandés par Pan American pour équiper la CNAC, mais la carrière de ces bimoteurs reste difficile à retracer.
- Espagne
  - LAPE : Líneas Aéreas Postales Españolas reçut en mai 1935 un DC-2-115D (EC-XAX) et un DC-2-115D (EC-AAY), puis fin 1936 deux DC-2-115J (EC-EBB et EC-BBE) et un DC-2-115M (EC-BFF) auxquels vinrent s’ajouter l’ancien DC-2-115D autrichien (EC-AGB), acheté à Swissair, le DC-2-115B cédé par l’État Français (EC-EGN) et, bien entendu, l'unique DC-1 (EC-AGJ). Les DC-2 semblent avoir été assez peu utilisés pour des missions militaires par les forces républicaines et un exemplaire fut rapidement capturé par les Nationalistes (U2-1).
  - Iberia : Constituée le 7 juillet 1940, Iberia récupéra 4 DC-2 (EC-AAA/D), le dernier étant réformé sur accident en avril 1946.
- États-Unis
  - American Airlines : Dernier Major à utiliser le DC-2, American Airlines reçut son premier DC-2-120 un mois après Eastern Air Lines. American prit en compte 16 DC-2-120 (NC14274 à NC14283, NC 14921 à NC14925 et NC14966) jusqu’en août 1935 plus deux cellules livrées en pièces détachées. Ils furent exploités sur diverses routes entre New York et Los Angeles, un appareil étant perdu sur accident. 2 appareils furent revendus à Canadian Colonial en 1938 et 4 à Delta Air Lines en 1940, les 9 derniers revendus au Royaume-Uni.
  - Canadian Colonial (en) : Cette compagnie new-yorkaise acheta deux appareils à American Airlines en 1938.
  - Delta Air Lines: 4 appareils achetés en 1940 à American Airlines et revendus très rapidement au Royaume-Uni.
  - Eastern Airlines : Eastern prit en compte huit DC-2-112 (NC13735 à NC13740, NC 13781 et NC13782) entre octobre et décembre 1934. À cette flotte s'ajoutèrent les quatre DC-2-112 (NC-13731 à NC13734) livrés entre septembre et octobre 1934 à General Air Lines, compagnie absorbée le 15 décembre 1934. Ces bimoteurs furent mis en service entre New York et la Floride, complétés par deux DC-2-171 (NC14969 et NC14970) livrés en novembre et décembre 1935. Quatre DC-2}furent perdus par Eastern en opérations, les dix autres vendus en décembre 1940 à la Royal Australian Air Force.
  - Pan American Airways : Livré le 27 aout 1934, le premier DC-2-118A (NC14268) fut transféré un mois plus tard à Panagra (en), filiale exploitant les lignes sud-américaines de PAA. Pan American Aiways acheta au total 20 DC-2 : Sur les six appareils livrés entre aout et octobre 1934 (NC14268 à NC1427) on compte trois DC-2-118A destinés à Panagra (en) et trois DC-2-118B pour CMA et CNAC. Entre janvier et mars 1935 s’ajoutèrent deux DC-2-118A et six DC-2-118B (NC14290 à NC 14292, NC14295 à NC14298 et NC14950) et en mai 1937 deux DC-2-221 livrés directement à CNAC en compagnie d’un DC-2-118A en pièces détachées. Enfin trois appareils furent achetés d’occasion : deux DC-2-172 obtenus auprès de TWA en mai 1937 et en 1939 l’unique DC-2-124 de Swiftlite. Panagra (en) conserva ses DC-2 jusqu’en 1947.
  - TWA : Compagnie de lancement de l'appareil avec une option pour 60 appareils dès le 20 septembre 1932. 20 exemplaires furent confirmés le 4 septembre 1933, 20 supplémentaires deux mois plus tard. Le premier bimoteur fut livré le 14 mai 1934. Le DC-2 fut mis en service le 1er août 1934 sur New York-Chicago-Kansas City-Albuquerque-Los Angeles. Transcontinental and Western Air reçut finalement 28 DC-2-112 (NC13711 à NC13730 et NC13783 à NC13790) entre mai 1934 et avril 1935 et 3 DC-2-172 (NC14978, NC14979 et NC/16049) entre mars et mai 1936. Sept appareils furent victimes d’accidents en opérations. En avril 1937 TWA mit en ligne le DC-3. Dès juillet elle revendait deux appareils à Pan American qui souhaitait renforcer la flotte de sa filiale mexicaine, puis sept appareils furent cédés à Braniff entre 1937 et 1939. Les cinq derniers appareils furent vendus en avril 1941 à Cox et Stephens pour le compte de la Commission d’Achats Britannique.
- Indes orientales néerlandaises
  - KNILM : Bien qu’indépendante de KLM, la compagnie aérienne des Indes néerlandaises ne pouvait rester indifférente à la mise en service par KLM du DC-2 sur la ligne reliant Amsterdam à Batavia. Elle passa donc commande chez Douglas de trois DC-2-115G (PK-AFJ/L) qui furent livrés en juin 1935. Ils échappèrent tous trois à la capture par les Japonais en gagnant en vol l’Australie où le PK-AFJ s’écrasa en décembre 1941.
- Italie
  - Avio Linee Italiane (ALI) : Cette compagnie fit l’acquisition auprès de Fokker d’un unique DC-2-115B (I-EROS) qui lui fut livré en avril 1935. Cet avion passa entre les mains des militaires (MM60436) en 1940 puis restitué à la compagnie aérienne et disparut en 1943, probablement saisi par les Allemands.
- Japon
  - Japan Air Transport : Nihon Koku KK prit livraison de l'unique DC-2 acheté acheté aux États-Unis et de cinq appareils livrés en pièces détachées à Nakajima. Ces bimoteurs furent utilisés par la compagnie japonaise, rebaptisée Dai Nippon Koku KK, sur les lignes desservant Formose depuis le Japon.
  - Manchouria Air Lines : Le premier Nakajima AT-2 fut livré le 12 septembre 1936, et en mai 1937, la compagnie exploitait six appareils entre Talien et Harbin. Six nouveaux appareils permirent la desserte régulière de Tokyo et de Seoul, avec correspondance vers Tokyo sur Dai Nippon Koku KK. En décembre 1941, l’armée japonaise ordonna le transfert de ces appareils en Indochine.
- Mexique
  - Compania Mexicana de Aviacion : CMA fut constituée en 1937 avec encore une large participation de Pan American Airways et utilisa au total neuf DC-2 fournis par PAA, les deniers n’étant retirés qu’en 1942, pour être revendus à d’autres opérateurs sud-américains.
- Pays-Bas
  - KLM : En 1939, la compagnie néerlandaise était le principal utilisateur du DC-2 en Europe avec 14 DC-2-115E pris en compte entre mars 1935 et mai 1935 (PH-AKG/T), puis 3 DC-2-115L en avril 1936 (PH-ALD/F). La compagnie néerlandaise perdra quatre appareils sur accidents avant le début de la guerre et cinq dans le bombardement de Schiphol le 10 mai 1940. On notera que le seul DC-2 de KLM à avoir échappé à la destruction ou à la capture (PH-ALE « Edelvalk ») se posa le 16 mai 1940 au Royaume-Uni où il devint G-AGBH et fut mis à la disposition du gouvernement néerlandais en exil. Brièvement immatriculé NL203 pour les besoins de l’armée néerlandaise au début de 1945, il fut rendu à KLM en décembre de la même année et retrouva son immatriculation anglaise en juillet 1946. Vendu à Southampton Air Service, il devait s’écraser à Malte le 3 octobre 1946.
- Pologne
  - LOT : La compagnie polonaise passa commande à Fokker de deux DC-2, jugés plus intéressants que le Ju-52 pour succéder à ses vieux trimoteurs Fokker, mais demanda que ses bimoteurs soient équipés de moteurs anglais Bristol Pegasus VI. Destinée uniquement à l’exportation cette version, désignée par Douglas DC-2B, ne fit pas objet d’une certification aux États-Unis. Les deux DC-2-115F (SP-ASK/L) furent livrés au cours de l’été 1935, puis rejoints en février 1937 par le DC-2-115D cédé par la Lufthansa (SP-ASJ). Ce dernier fut détruit dans un accident en Bulgarie en novembre 1937 et le SP-ASK réformé début septembre 1939. Le dernier DC-2 polonais fut cédé au gouvernement roumain en septembre 1939.
- Suisse
  - Swissair : Cliente de Fokker depuis l'apparition du F-VII, Swissair prit en compte quatre DC-2-115B (HB-ITI/E/A/O) et un DC-2-115D (HB-ISI) au cours des premiers mois de 1935, puis en 1936 racheta le DC-2-115D du Chancelier Dollfuss, qui devint HB-ISA. Swissair est la compagnie à avoir utilisé le plus longtemps le DC-2. Elle perdit en effet deux appareils sur accidents (28 février 1936 à Dübendorf et 7 janvier 1939 à Senlis), revendit le HB-ISA en Espagne sans l’avoir utilisé et le HB-ISI fut victime d’un bombardement américain à Stuttgart le 9 août 1944. Mais les deux derniers bimoteurs restèrent en service jusqu’en 1952.
- Tchécoslovaquie
  - CLS : La compagnie Ceskoslovenska Latecka Spolecnost reçut deux DC-2-115K (OK-AIA/B) en 1936, un DC-2-200 (OK-AIC) et deux DC-2-211 (OK-AIA/D) en 1937, les deux derniers DC-2 livrés par Fokker. Un de ces deux appareils était destiné à remplacer le premier appareil livré, perdu sur accident en avril 1936, et la même immatriculation lui fut attribuée. Après la mise sous tutelle de la Tchécoslovaquie par le Troisième Reich, Lufthansa récupéra trois appareils tchèques.

## Utilisateurs militaires et gouvernementaux
- Reich allemand : la Luftwaffe se fit transférer en 1944 les DC-2 de Lufthansa. Un exemplaire au moins devait survivre à la Seconde Guerre mondiale, saisi le 6 mai 1945 par la RAF à Flensburg[réf. souhaitée].
- Australie : la Royal Australian Air Force fit l’acquisition avec l’aide de la Commission d'Achâts Britannique aux États-Unis de dix DC-2 auprès de la compagnie Eastern Airlines. Ces appareils reçurent les numéros de série A30-5 à A30-14 et furent livrés entre novembre 1940 et mai 1941. Versés initialement au No. 8 Sqdn, ils furent ensuite transférés aux écoles et utilisés pour de courtes périodes par les No. 34, 36 et 37 Sqdn.
- Autriche : le second DC-2 livré par Fokker fut remis en septembre 1934 au Gouvernement Autrichien (DC-2-115D immatriculé A-500) et était destiné aux déplacements du Chancelier Dollfuss. Après l’assassinat de ce dernier en 1936, le A-500 fut revendu à Swissair.
- République de Chine : Douglas livra au printemps 1936 un DC-2-192 au Gouvernement de Nankin et un (DC-2-193) à la Force aérienne cantonaise.
- France : un DC-2-115B (F-AKHD) fut acheté auprès de Fokker par l’État français, avec une participation de Renault à hauteur de 10 %, le constructeur automobile français envisageant d’acheter la licence de production avec un moteur neuf cylindres de sa fabrication. Cet avion fit l’objet d’essais en vol très complets entre le 26 avril et le 6 septembre 1935 au CEMA. Il fut jugé instable à basse et moyenne vitesse, difficile à piloter sur un seul moteur et à conduire au sol. Ces défauts furent par la suite considérés comme responsables des accidents survenus en exploitation à de nombreux DC-2, ce qui entraîna l’agrandissement de l’empennage vertical sur le DC-3. Renault abandonna son projet et l’avion finit donc en Espagne.
- États-Unis
  - US Army Air Corps : si les C-33 livrés entre septembre 1936 et janvier 1937 ne furent utilisés qu'aux États-Unis, à Hawaï où à Panama, les C-39 furent les premiers appareils de transport militaire américains engagés dans la Seconde Guerre mondiale : cinq C-39 se trouvaient aux Philippines, affectés à la 5th Air Force au moment de l’attaque japonaise. Ils parvinrent tous à rejoindre l’Australie ou les Indes, rapatriant des blessés. Les DC-2 de l’Air Corps assurèrent cependant essentiellement des missions de transport sur le continent américain, utilisés de l’Alaska à Panama. Les derniers C-33 furent retirés en 1943 et 17 C-39 furent revendus fin 1944 à des transporteurs civils mexicains ou sud-américains. À noter qu'un C-33 (36-76) fut cédé à TACA en janvier 1945 et que le (36-82) totalisait 3 602 heures de vol lorsqu’il s’écrasa dans l’Utah en mars 1942.
  - US Navy : cinq R2D-1 furent pris en compte entre novembre 1934 et septembre 1935. Trois appareils (BuNo.9620, 9622 et 9993) furent affectés aux missions de transport et de servitudes sur les bases aéronavales d'Anacostia, Quantico et San Diego, le dernier disparaissant des effectifs en août 1943 pour passer dans le civil. Les deux autres appareils furent transférés à l'US Marine Corps.
  - US Marine Corps : deux R2D (BuNo. 9621 et 9994) furent cédés par l'US Navy et versés à l’escadrille VJ-6M de Quantico, rebaptisés VMJ-1 en juillet 1937. Ces avions servirent à l’entrainement des premiers Marines parachutistes et attendant la livraison des R4D.
  - ADAT : pour répondre aux très importants besoins en matière de transport aérien dans le Pacifique Sud, les Alliés constituèrent une organisation interalliée spécifique, l’ADAT (Allied Directorate of Air Transport), placé initialement sous les ordres du Capt Harold Gatty. Les premiers appareils de l’ADAT furent les avions de KNILM évacués à la hâte de Java, renforcés des DC-2 d’ANA mobilisés sans recevoir d’identification militaire, puis des DC-2 de la RAAF, quelques C-39 de l’USAAC mis à la disposition d’ANA et enfin des DC-2K de la RAF, exploités par des équipages appartenant à Indian National Airlines ou Tata Air Lines.
- Royaume-Uni : fin 1940, les transporteurs américains disposaient de suffisamment de DC-3 pour pouvoir céder leurs DC-2. Ces avions totalisaient déjà un nombre considérable d’heures de vol mais le Royaume-Uni, déjà confronté à la pression japonaise en Birmanie, dut aussi faire face en avril 1941 au soulèvement de l’Iraq, soutenu par l’Allemagne. La British Purchasing Commission avait acheté dès novembre 1940 à American Airlines quatre DC-2 destinés au gouvernement indien. Sept autres appareils furent achetés dès février 1941 auprès d’American Airlines et TWA, mais ils n’étaient pas encore disponibles au moment de la rébellion de Rachid Ali. Les bimoteurs destinés au gouvernement indien furent donc pris en charge par le No. 31 Sqdn de la RAF (numéros de série DG468/471) et permirent le transport entre Karachi et Shaibah de troupes, des civils étant évacués en retour, tandis que quatre autres DC-2 étaient livrés directement en vol à Shaibah sous immatriculation civile américaine par des équipages de Pan American. Un de ceux-ci semble avoir été détruit par l'attaque de Messerschmitt Bf-110 sur la base de Habbaniyya.

Au total, la RAF obtint 21 DC-2, qui furent désignés DC-2K pour une raison inconnue (numéros de série AX755, AX767/AX769, DG468/DG469, HK820, HK821, HK837, HK847 et HK867). Ce dernier fut accidenté en cours de livraison et son numéro de série réutilisé pour un DC-3.
En août 1941, le No. 31 Sqdn se replia sur Karachi, mais en octobre détacha sept DC-2K à Bilbeis pour soutenir les opérations du No. 117 Sqdn dans le secteur du Canal de Suez. Le 117.Sqdn venait d’être formé en Égypte avec les derniers DC-2K livrés et participa à l’évacuation de Malte. En mai 1942, il céda ses DC-2K au No. 31 Sqdn, qui ne disposait plus que de deux bimoteurs en état de vol à Lahore au moment de l'attaque japonaise. Heureusement les premiers DC-3 arrivèrent en avril 1942.
- Empire du Japon : en décembre 1941, l'armée impériale japonaise ordonna le transfert d'une douzaine de Nakajima AT-2 exploités par Air Manchouria en Indochine. Devenus Nakajima Ki-34 construit au total à 351 exemplaires, ces appareils firent de fréquentes visites à Saïgon de fin 1941 à novembre 1944, laissant à penser aux Alliés qu'ils étaient plus nombreux. Le Code du Pacifique leur attribua le nom de code « Tess ».
- Roumanie : le dernier DC-2 de la LOT fut cédé au gouvernement roumain en septembre 1939.

### Construction sous licence
Les ouvrages sur l'escadrille Normandie-Niémen, mentionnent que les pilotes embarquèrent à Téhéran pour Moscou, le 28 novembre 1942, dans des DC-2 de fabrication soviétiques LI-2.

## Survivants
Il subsiste début mai 2010 neuf DC-2 plus ou moins complets (2 en Finlande, 2 aux Pays-Bas, 2 aux États-Unis et trois en Australie), dont deux en état de vol. L’histoire individuelle de chacun de ces appareils est révélatrice de la carrière de ce bimoteur :
- Le DC-2-112 c/n 1286 fut livré à Eastern (NC13736) en octobre 1934 et vendu en 1941 à la RAAF (A30-11). Réformé le 3 octobre 1946, il fut vendu pour pièces détachées et resta stocké jusqu’en août 1979. Restauré aux couleurs du PH-AJU de KLM, il est exposé depuis janvier 1980 au Albury West Rotary Club d’Albury, NSW.
- Le DC-2-112 c/n 1288 fut réceptionné par Eastern (NC13738) en octobre 1934 et acheté par la RAAF (A30-14) en mai 1941. Transféré à ANA le 13 octobre 1943, il fut déclaré surplus le 20 janvier 1947. Utilisé par Macair en novembre 1947 et acheté par S.D.Marshall en juillet 1948, il fut longtemps stocké à Bankstown comme stock de rechanges. Finalement racheté en février 1987 par Dutch Dakota Association (en) et reconditionné pour un unique vol de convoyage entre l’Australie et les Pays-Bas aux couleurs du PH-AJU Uiver, il a ensuite été stocké en vue d’une éventuelle remise en état complète. Il a finalement été utilisé pour restaurer en état de vol le troisième PH-AJU (c/n 1404). Seul le fuselage subsiste aujourd’hui.
- Le DC-2-112 c/n 1292 a commencé sa carrière chez Eastern (NC13782) comme les deux précédents avant de devenir A30-9 dans la RAAF. Réformé en juillet 1946, il fut vendu pour pièces détachées à S.D.Marshall (Marshall Airways). La restauration de cet appareil fut lancée en octobre 1982 à Essendon, et se poursuit aujourd’hui au Moorabin Air Museum de Melbourne, avant mise en exposition statique.
- Le Douglas DC-2-115E c/n 1354 commença sa carrière en avril 1935 chez KLM (PH-AKH) ou il fut baptisé Haan. Après avoir servi trois ans aux Indes néerlandaises, il fut acheté début 1940 par la compagnie suédoise ABA (SE-AKE) puis revendu au Comte Karl Gustav von Rosen qui en fit don à la Croix Rouge finlandaise. Devenu DC-1 aux couleurs de l’Ilmavoimat puis remotorisé avec des moteurs russes M-62 en 1942, le Hanssin Jukka ne fut réformé qu’en juin 1955 et transformé en café en 1959. En 1981 il fut heureusement récupéré par une association pour remise en état. Il est aujourd’hui visible au Jyvaskyla Museum.
- Le DC-2-118B c/n 1368 fut livré à Pan American (NC14296) le 14 mars 1935 et affecté à CMA (XA-BJL). Vendu à Aérovias de Guatemala (LG-ACA) en novembre 1940, il fut donc un des deux DC-2 utilisés par Aviateca (TG-ACA) de 1945 à 1952 avant de revenir sur le registre US comme N4867V. Utilisé en particulier par Johnson Flying Service pour parachuter des pompiers sur les feux de forêts dans les années 1960, il fut racheté en 1975 par Donald Douglas Museum & Library à Santa Monica. Restauré aux couleurs de TWA (NC13717), il a été cédé au Museum of Flight de Seattle en 1997 et remis en état de vol en 2007 avec l’immatriculation N1934D.
- Le DC-2-115G c/n 1376 fut livré à KNILM en 1935 (PK-AFL) et parvint à rejoindre l’Australie en 1942. Intégré au dispositif interallié de transport dans le Pacifique, il reçut un numéro de série fictif (41-1376) avant de devenir officiellement le C-32A numéro de série 44-83227 en mars 1945. Entre-temps cet appareil avait été cédé à Australian National Airways, devenant VH-ADZ. Revendu à Macair en novembre 1947 puis à Marshall Airways en 1949 (VH-CDZ), il fut stocké en mars 1968. En novembre 1981 l’immatriculation N8486D fut réservée à cet appareil, qui fut acheté par la Confederate Air Force de Midland, Texas. Mais le permis d’exportation fut refusé et le DC-2 resta en Australie. Steve Ferris tenta de le remettre en état de vol, mais l’état de la cellule fut finalement jugé trop corrodé. Cet appareil a donc finalement gagné Moorabbin où il doit être restauré en vue d’une exposition statique.
- Le DC-2-142 c/n 1404 fut livré à l’US Navy (R2D-1 Bu.No 9993) en septembre 1935. Déclaré surplus le 28 août 1944, il fut vendu à Hollingstead Corp. (NC39165) en janvier 1946 et North American Aviation en 1953. Passé entre différentes mains, il fut repeint aux couleurs de General Airlines en 1969, puis en 1983 aux couleurs de KLM (PH-AJU) pour rééditer la fameuse liaison Londres-Melbourne. Depuis 1999 cet avion a rejoint le Musée National de l’Aviation néerlandais. Après quelques années passées en exposition statique à l’Aviodrome, il a finalement été remis en état de vol par Dutch Dakota Association (en). Basé sur le terrain militaire de Volkel, il est présenté régulièrement dans des meetings européens par la Dutch Dakota Association (en) avec une immatriculation factice (PH-AJU). Cet appareil est en fait toujours immatriculé aux États-Unis comme N39165.
- Le Douglas DC-2-200 c/n 1562 fut livré en novembre 1936 à la compagnie tchèque CLS (OK-AIC et OK-AIB). Saisi par la Lufthansa (D-AAIC), il fut revendu en mars 1941 à Aero O/Y (OH-DLB Sisu). Réimmatriculé en mai 1941 (OH-LDB), il fut cédé le 18 mars 1949 à l’Armée de l’air finlandaise, devenant DO-3. Remotorisé avec des Bristol Mercury XV de 920 ch, il fut modifié pour des missions de reconnaissance photographiques et de cartographie. Il resta en service jusqu’en mars 1956. Son fuselage est aujourd’hui conservé par un musée finlandais.
- Le DC-2-243 c/n 2072 rejoignit l’USAAC (C-39 sérial 38-515) le 2 juillet 1939. Cédé à Pan American le 23 février 1945, il fut vendu immédiatement au Mexique où il fut immatriculé successivement XA-DUF et XB-YAV avant de revenir aux États-Unis sous le registre N6097C en juillet 1956. Réaménagé pour la pulvérisation de pesticides dans l’Oregon à la fin des années 1960 (c’était alors le seul DC-2 en état de vol), il passa entre les mains de trois propriétaires avant de rejoindre les réserves du National Museum of the United States Air Force, à Dayton.